# Bergenia hissarica
Bergenia hissarica, biljna vrsta iz roda bergenija, porodica, kamenikovke. Uzbekistanski je endem .